# Мицишвили, Николоз Иосифович
Николоз Иосифович Мицишвили (груз. ნიკოლო მიწიშვილი, также Николо Мицишвили; наст. фамилия — Сирбиладзе; 20 ноября 1896, Кутаисский уезд — 13 июля 1937) — грузинский поэт и писатель.

## Биография
Родился в крестьянской семье. Окончил кутаисское горное училище. Работал сельским учителем.
Печатался с 1912 года. Примыкал к группе грузинских символистов Голубые роги.
Был редактором газеты совета рабочих и крестьян г. Кутаиси в 1917 «Голос солдата» (на рус. яз.). Редактировал литературную газету на русском языке «Фигаро» в 1921–1922 годах. Составил и издал на русском языке книгу «Поэты Грузии» (1922), включавшую переводы Осипа Мандельштама. В том же году поехал во Францию. В 1925 вернулся на родину.
Занимал ответственные посты в СП Грузии, был главным редактором издательства «Заря Востока».
В 1937 был репрессирован. Реабилитирован посмертно.

## Сочинения
- «Чёрная звезда» («Шави варсквлави») 1922
- «Жар-птица» («Цминданиани», 1926) книга стихов
- «Февраль» («Тебервали», 1927) повесть
- «Общественные вопросы» (1927) сборник статей
- «Пережитое» (1929), на русском языке (1930) повесть
- «События в Афганистане» (1929)
- «Случай одной ночи» (1931)
- «Новеллы» (1931)
- Изд. «Пережитое. Стихотворения. Новеллы. Воспоминания», Тбилиси, (1963) в русском переводе